# Православная миссия на Гаити
Православная миссия на Гаити (фр. Mission Orthodoxe d'Haïti) — православная миссия Русской православной церкви заграницей. Подчинена Восточно-Американской епархии РПЦЗ.

## История
Первоначально Православие на Гаити появилось благодаря англиканскому священнику из Нью-Джерси Майклу Грейвзу, который перешёл в него в 1978 году. Через восемь лет он переехал на Гаити, и на Карибских островах появилась Православная Церковь, первоначально — в юрисдикции Антиохийского Патриархата. Впоследствии он перешёл в Константинопольский Патриархат, а в июне 2004 года принят в неканоническую РПАЦ. 30 ноября 2004 года он скончался, после чего возглавлявшаяся им миссия прекратила существование.
В 1984 году, епископ Епископальной церкви США гаитянин Авраам Ляпуант (Abraham Lapointe) оказался в США вместе с высланными из Гаити президентом Жан-Клодом Дювалье. В Америке он познакомился с православной традицией и, в 1985 году принял православие, перейдя в Антиохийскую православную церковь. В 1987 году он вернулся в Гаити где осуществляя свою пастырскую миссию по благословению Антиохийского Патриархата.
В 1990 году он основал на Гаити православную общину «Апостольская Православная Гаитянская Церковь». Желая иметь евхаристическое общение с православным миром, он написал прошение Архиерейскому синоду РПЦЗ. В 1994 году официальная делегация Священного Синода РПЦЗ, состоящая из двух монахов Иоакима и Василия, посетила Гаити и официально признала Русскую православную миссию в Гаити.
В следующем году, отец Иоанн Дюмэ, бывший член монашеской конгрегации «Братство Святого Сердца Иисуса» (la congrégation des Frères du Sacré-Cœur), был принят в Свято-Троицком монастыре в Джорданвилле и вскоре рукоположён в священный сан Первоиерархом РПЦЗ, митрополитом Лавром (Шкурлой). По возвращении из Америки, отец священник Дюмэ был вынужден остановить автономистские настроения своего предшественника. Отец Иоанн организовал приход Рождества Пресвятой Богородицы в Клерсин и продолжил миссионерскую работу с молодёжью.
Через некоторое время Авраам Ляпуант покинул Гаити из-за отсутствия финансирования, а затем и он оставил и православие.
14-20 января 1996 года посетил миссию РПЦЗ на Гаити постелил епископ Вашингтонский Иларион (Капрал). Это было первое посещение страны русским православным архиереем. Во время пребывания на Гаити он рукоположил двух диаконов: Эммануила Флёри и Григория Легутэ.
В 1998 году администратором миссии был назначен перешедший в православие американец протоиерей Григорий Вильямс, настоятель прихода в Теннесси.
В 1999 году, в Миссию приехали миссионеры РПЦЗ Иоанн и Елена Хеерс со своими тремя детьми. Они потрудились в Миссии почти два года, после чего они возвратились в США.
При протоиерее Григории Вильямсе деятельность миссии распространяется по всей стране. Он нашёл небольшое помещение, в котором разместилась администрация Миссии, а также библиотека и ризница. Миссия пополнилась новыми священнослужителями: в 2002 году диакон Григорий Легутэ был рукоположён в священники епископом Женевским и Западноевропейским Михаилом (Донсковым), посланный епископом Манхеттенским Гавриилом (Чемодаковым), в чьей юрисдикции находились приходы Православной миссии в Гаити. Также епископ Михаил постриг в чтецы Жюльбера Дюмэ, Жанти Кадора (Jean Cador) и Амвросия Ноэля (Amboise Noël).
Были открыты новые приходы: в честь блаженного Августина Иппонийского в Жакмель (на юго-востоке страны), в честь святителя Иоанна Шанхайского в Ле-Ке (на юге страны), приход Святителя Николая в Кап-Аитьен (на севере страны) и позже, приход Петра и Павла в Леогане на юге от столицы. Также были открыты две часовни: в честь святой Дорофеи в Марине и в честь преподобного Моисея Мурина в Фонтамаре в доме протоиерея Григория Вильямса.
В апреле 2004 года для общины прихода в честь Рождества Богородицы и для верующих в Ла-Плене был рукоположён во диакона чтец Амвросий Ноэль.
Богослужения во всех приходах совершались по православному русскому обряду. Протоиерей Григорий организовал специальные образовательные семинары для клира и прислужников. В Жакмель, где существует практика крещения на великие праздники, был куплен участок земли, предназначенный для строительства церкви и школы для начальных и средних классов. Два земельных участка были приобретены в Марине: первый для строительства храма, второй для школы и социального жилья.
Это был золотой период Православной миссии в Гаити, тем не менее, приходилось преодолевать и трудности. Большую часть приходов священники посещали один раз в месяц, иногда и реже. Священники должны были преодолевать многокилометровые расстояния на общественном транспорте, предприятие очень опасное в Гаити. Многочисленные трудности препятствовали деятельности церкви в Кап-Аитьен, в их числе отсутствие постоянного места для совершения богослужения. Ежемесячные богослужения совершались, или в квартире одного из прихожан, или же в отеле.
Поворотным событием в истории Миссии стало восстановление канонического общения Русской православной церкви заграницей с Московским патриархатом 15 мая 2007 года. Начальник Миссии, протоиерей Григорий Вильямс, не приняв этого, перешёл в неканоническую РПЦЗ(А). За протоиереем Григорием последовали диакон прихода в Марине Амвросий Ноэль, и чтецы Жанти Кадор из прихода Рождества Пресвятой Богородицы и Амвросий из прихода блаженного Августина Иппонийского.
По воспоминанием священника Григория Легутэ:

Незадолго до воссоединения Церквей в 2007 году, о. Григорий объявил, что оставляет свои администраторские обязанности, и посоветовал передать всё наше имущество Синоду. Однако в июне 2007 года он сообщил, что будет подчиняться и поминать только епископа Агафангела. Это было прямо перед всенощной, мы выразили своё несогласие и ушли, и он служил в одиночестве.
Через два я узнал, что на собрании в приходе свят. Иоанна Шанхайского-Сан-Францисского в г. Окаи о. Григорий обещал тем, кто последует за ним в раскол различные материальные блага, и говорил, что те кто не пойдёт, не получат ничего. Эти разговоры о материальных благах оскорбили наше достоинство, мы предпочли взять путь веры, и следовать за нашим священноначалием.

На Пасху я получил письмо от еп. Илариона из Австралии с призывом оставаться в РПЦЗ. Владыка Михаил также написал нам послание. Мы чувствовали, что у нас есть поддержка и защита и понимали, что должны следовать за нашими архиереями.
Протоиерей Григорий сохранил за собой всё имущество Миссии, а также разрешение Министерства культов (Permis de fonctionnement auprès du Ministère des Cultes). Таким образом, Миссия РПЦЗ потеряла значительную часть того, что ей удалось достичь ценой многочисленных усилий и, кроме того, двух активных сотрудников миссии.
На фоне этих событий, священники Иоанн Дюмэ и Григорий Легутэ остались верными решению Синода РПЦЗ. Небольшая часть многочисленной общины Жакмель, последовала за чтецом Августином и осталась верна отцу Григорию Легутэ, настоятелю прихода блаженного Августина Иппонийского. Этой небольшой группе верующих во главе с отцом Григорием Легутэ пришлось претерпеть многочисленные нападки со стороны чтеца Николая Нептуна (Nicolas Neptune) и других ярых приверженцев протоиерея Григория Вильямса, обладающих значительными финансовыми средствами в отличие от верных прихожан, которые испытывали всякого рода лишения.
26-30 ноября 2007 года Миссию на Гаити посетил епископ Михаил (Донсков). 28 ноября 2007 года министерство культов Гаити отозвало лицензию, которой пользовался Григорий Вилльямс, и выдало новую лицензию клирикам канонической миссии. После этого указом Архиерейского Синода РПЦЗ новым управляющим назначен священник Иоанн Шенье-Дюмэ, а его заместителем — священник Григорий Легутэ.
Побывавшие на Гаити отмечали: «В церкви чтецы во время богослужений усердно поют, и часто с ними поёт весь храм. Это создаёт молитвенное настроение, которое поднимает уровень церковности. Средний возраст членов общин достаточно молод. Богослужения молитвенны и радостны. Служба идёт исключительно на французском языке, а чтение Апостола повторяется на распространённом местном креольском наречии (дети до семи лет понимают только этот язык)».
С 4 по 9 июля 2008 года епископ Женевский и Западно-Европейский Михаил в своём качестве наблюдающего за делами Миссии на Гаити Русской Православной Церкви Заграницей, в очередной раз посетил эту островную страну. Епископ Михаил председательствовал на общем собрании представителей приходов и провёл в различных государственных учреждениях встречи, на которых обсуждались текущие административные вопросы.
Крайне скромную и тяжёлую жизнь православной миссии на Гаити ухудшили три разрушительных урагана, пронёсшиеся над страной в июле и августе 2008 года. На протяжении более трёх лет, богослужения в Жакмеле совершались в небольшой комнате в доме одного из верующих, но, несмотря ни на что, община возрастала. Существовало напряжение между двумя параллельными приходами в честь блаженного Августина Иппонийского, которые празднуют храмовый праздник в один день. Для того чтобы попытаться разрешить проблему, митрополит Нью-Йоркский и Восточно-Американский Иларион (Капрал), беспокоящийся о жизни Миссии, делегировал епископа Михаила (Донскова), который совершил многократные визиты, для урегулирования взаимоотношений и для восстановления разрешения на деятельность Миссии, однако имущество Миссии так и осталось в руках раскольников.
В 2009 году, митрополит Нью-Йоркский и Восточно-Американский Иларион (Капрал) назначил священника Даниила Маккензи, настоятеля прихода равноапостольного Владимира в Майами, окормлявшего также приход Владимирской иконы Божией Матери в Коста-Рике, главой Православной Миссии в Гаити. В этом же году была основана община Святителя Иринея Лионского в маленькой деревушке Палюат в центральном департаменте страны. Богослужения, в новообразованной общине, достаточно регулярно совершал священник Иоанн Дюмэ, в его отсутствие община собирается на общественную молитву вместе с чтецом Авраамием. При общине организованы катехизические курсы.
Страдания молодой Миссии достигли своей вершин 12 января 2010 года, когда в стране произошло землетрясение, унёсшее жизни более 300 тысяч человек и разрушившее около 70 % инфраструктуры трёх городов затронутых землетрясением. Одной из жертв этого землетрясения стал чтец Владимир Ориол, у которого осталась жена и двое детей. Землетрясение лишило миссию единственного автомобиля.
Посетив Миссию в Гаити после катастрофы, епископ Михаил (Донсков) 12 августа 2010 года рукоположил чтеца Жюлберта Дюмэ в диакона и постриг 12 чтецов, после чего в клире Миссии, окормлявшей семь приходов по всей стране, числилось два священника-гаитянина, один диакон и четырнадцать чтецов.
В ноябре 2010 года на Гаити обрушился ураган Томас. Хотя жертв среди членов миссии не было, их ситуация радикально ухудшилась: «В г. Жакмеле, Леогане и Порт-о-Пренс наводнение унесло практически все палатки, в которых жили члены миссии. Они оказались без крыши над головой. <…> В Леогане укрыться негде. Они и до урагана служили литургию под тарпом.» Больше всего пострадали жители гг. Леоган и Жакмель. Члены миссии отчаянно ищут хоть кусочек тарпа, чтобы укрыться от дождя и ветра. Некоторые районы г. Леоган, где расположен приход православной миссии св. Петра и Павла, наводнены грязью. В г. Ле Ке, порывистые ветры снесли крыши домов и поломали деревья в садах; наводнение разрушило и унесло дома двух прихожан общины имени св. Иоанна Шанхайского. В г. Жакмель полностью уничтожены сады и огороды прихожан храма св. Августина. В г. Маиссад, члены общины имени св. Иринея Лионского потеряли вест урожай, собранный миссией.
Восстанавливаемая миссия всё более и более нуждалась в православных миссионерах и в значительных финансовых средствах для строительства храмов и развития долгосрочных проектов на уровне общин. Однако более всего Миссии требовались молодые гаитяне, воспитанные в церковной традиции.
Большой помощью для миссии стала возможность обучения её клириков  за границей. Первым из них стал чтец Мартин Дюмэ, принятый на подготовительный курс Русской православной семинарии во Франции. Была достигнута договорённость каждый год принимать одного студента-гаитянина для обучения в Русской семинарии во Франции, что явилось значительной духовной поддержкой Православной миссии в Гаити, особенно, после тех испытаний, которые претерпела Миссия из-за раскола и землетрясения. Для семинаристов-гаитян была разработана трёхлетняя бесплатная программа.
С 22 по 26 января 2015 года Православную миссию в Гаити посетил Первоиерарх РПЦЗ митрополит Иларион (Капрпал) в сопровождении протоиерея Александра Анчутина и иеромонаха Тихона (Гайфудинова). 25 января митрополит Иларион поставил во иподиакона, а потом рукоположил во диакона чтеца Авраамия Христова для служения в храме свят. Иринея Лионского города Энш. Во время чтения часов митрополит Иларион постриг во чтецы Евстафия Дьюбона и Кирилла Ламура для храма блаженного Августина города Жакмель; Иосифа Вебстера — для храма преподобного Моисея Мурина в Фонтамаре; Иону Леже — для храма святителя Иоанна Шанхайского и Сан-Францисского города Ле-Кей; Иакова Гая — для храма святых апостолов Петра и Павла города Леоган. Во иподиакона и диакона рукоположён был также чтец Герман Абрахам для служения в храме святителя Иоанна Шанхайского.
В июле 2015 года по окончании обучения в семинарии на Гаити вернулся Августин Жеснель, рукоположённый во время обучения во диакона и священника.
17 ноября 2015 года скончался священник Григорий Легутэ
С 19 по 22 апреля 2016 года состоялся архипастырский визит епископа Манхеттенского Николая, викария Восточно-Американской епархии. В пятницу, 22 апреля, епископ Николай провёл собрание духовенства, в ходе которого была сформирована новая административная структура, которая будет держать в курсе событий в миссии Митрополита и викарного епископа, вести работу в миссии и взаимодействовать с Попечительским фондом о нуждах Зарубежной Церкви и другими благотворительными организациями с целью оказания помощи Гаитянской миссии.
29 сентября 2016 года в городе Либерти, штат Теннесси в результате сердечного приступа скоропостижно скончался митрофорный протоиерей Григорий Вильямс, глава миссии РПЦЗ(А).
Большой урон Миссии и её прихожанам принёс ураган Мэтью. Хотя жертв среди православных нет, многие потерпели серьёзный материальный ущерб, потеряли дома, урожай и скот. Особенно тяжело пришлось прихожанам на юге страны в Ле Ке.

## Современное положение
- Церковь святителя Николая чудотворца (Кап-Аитьен)
- Церковь святителя Иоанна Шанхайского и Сан Франциского (Ле-Ке)
- Церковь преподобного Моисея Мурина (Фонтамара)
- Церковь священномученика Иринея Лионскаго (Энш)
- Церковь блаженного Августина (Жакмель)
- Церковь апостолов Петра и Павла (Леоган)
- Церковь Рождества Пресвятой Богородицы (Порт-о-Пренс)